# Tomás Avilés
Tomás Agustín Avilés Mancilla (Río Gallegos, Santa Cruz; 3 de febrero de 2004) es un futbolista argentino-chileno que se desempeña como defensa en el Inter de Miami de la Major League Soccer.

## Trayectoria

### Inicios
Nacido en Santa Cruz, conoció la redonda a los 4 años en el club Ferrocarril YCF y rápidamente se identificó con el Club Boxing tres años más tarde, donde dio sus primeros pasos como futbolista, en la ciudad de Río Gallegos. Desde los 7 años con la camiseta del Atlético Boxing Club, el riogalleguense se crio y formó en la institución de Santa Cruz. Donde salió campeón de los Juegos Nacionales Evita en el estadio José María Minella, 2018. Después, pasó a las divisiones inferiores del CAI de Comodoro Rivadavia.

### Racing Club
Se sumó a las divisiones inferiores de Racing Club en 2020. De allí pasó a jugar distintos partidos en la reserva.
Debutó el 27 de febrero de 2023 en el primer equipo de la Academia, en un partido frente al Club Atlético Lanús en el que Racing se impondría por 2 a 1. El 12 de marzo jugó su primer partido como titular con la camiseta albiceleste contra Sarmiento de Junín.

### Inter Miami
El 27 de julio de 2023 llega a Inter de Miami a cambio de 9.000.000 de dólares por el 80% de su ficha.
El 20 de agosto salió campeón junto a Lionel Messi con el Inter Miami.  En los festejos se lo vio emocionado, gritando y abrazando a sus compañeros de equipo. Toto Avilés debutó el 23 de agosto de 2023 como titular en Inter Miami.
El 2 de octubre de 2024 ganó su segundo título, con 2 jornadas de anticipación, Miami aseguro el Supporter's Shield venciendo a Columbus Crew, Tomás no pudo disputar dicho encuentro por estar suspendido por acumulación de tarjetas amarillas.

## Selección nacional
A los 15 años, comenzó a tramitar la nacionalidad chilena, compartida por su abuela, la cual consiguió dos años después. En abril del 2022 fue convocado por la Selección de fútbol de Chile para disputar dos encuentros amistosos en la categoría Sub-20. Con La Roja jugó el Sudamericano Sub-20 de 2023, donde quedó eliminado en primera fase.
El 3 de mayo de 2023 fue citado por Javier Mascherano a la Selección argentina sub-20 para disputar la Copa Mundial Sub-20 en Argentina.
El riogalleguense Tomás Avilés hizo historia como juvenil nacido en estas latitudes y representó a la Argentina en el máximo certamen juvenil a nivel mundial. Con cuna Albiverde, la confirmación hizo estallar de alegría al mundo boxinguista.

### Participaciones en Sudamericanos
| Torneo                      | Selección | Sede     | Resultado    | Partidos | Goles |
| --------------------------- | --------- | -------- | ------------ | -------- | ----- |
| Sudamericano Sub-20 de 2023 | Chile     | Colombia | Primera fase | 3        | 0     |

### Participaciones en Copas del Mundo
| Mundial                  | Selección | Sede      | Resultado        | Partidos | Goles |
| ------------------------ | --------- | --------- | ---------------- | -------- | ----- |
| Copa Mundial Sub-20 2023 | Argentina | Argentina | Octavos de final | 2        | 0     |

## Estadísticas

### Clubes
Actualizado al último partido disputado el 16 de agosto de 2025.
| Club | Div.          | Temporada     | Liga  | Liga  | Copas nacionales(1) | Copas nacionales(1) | Torneos internacionales(2) | Torneos internacionales(2) | Otros(3) | Otros(3) | Total | Total |
| Club | Div.          | Temporada     | Part. | Goles | Part.               | Goles               | Part.                      | Goles                      | Part.    | Goles    | Part. | Goles |
| --- | ------------- | ------------- | ----- | ----- | ------------------- | ------------------- | -------------------------- | -------------------------- | -------- | -------- | ----- | ----- |
| Racing Club Argentina | 1.ª           | 2023          | 15    | 0     | 1                   | 0                   | 4                          | 0                          | —        | —        | 20    | 0     |
| Inter de Miami Estados Unidos | 1.ª           | 2023          | 11    | 1     | 1                   | 0                   | —                          | —                          | 0        | 0        | 12    | 1     |
| Inter de Miami Estados Unidos | 1.ª           | 2024          | 30    | 0     | —                   | —                   | 4                          | 1                          | 3        | 0        | 37    | 1     |
| Inter de Miami Estados Unidos | 1.ª           | 2025          | 18    | 1     | —                   | —                   | 8                          | 0                          | 1        | 0        | 27    | 1     |
| Inter de Miami Estados Unidos | Total club    | Total club    | 59    | 2     | 1                   | 0                   | 12                         | 1                          | 4        | 0        | 76    | 3     |
| Total carrera | Total carrera | Total carrera | 74    | 2     | 2                   | 0                   | 16                         | 1                          | 4        | 0        | 96    | 3     |
| (1) Incluye datos de la Copa Argentina (2023) y Lamar Hunt U.S. Open Cup (2023). (2) Incluye datos de la Copa Libertadores (2023), Liga de Campeones de la Concacaf (2024-act.) y Copa Mundial de Clubes de la FIFA. (3) Incluye datos de la Leagues Cup (2023-act.). |               |               |       |       |                     |                     |                            |                            |          |          |       |       |

## Palmarés

### Títulos nacionales
| Título             | Equipo         | Sede           | Año  |
| ------------------ | -------------- | -------------- | ---- |
| Supporter's Shield | Inter de Miami | Estados Unidos | 2024 |

### Títulos internacionales
| Título      | Equipo         | Sede           | Año  |
| ----------- | -------------- | -------------- | ---- |
| Leagues Cup | Inter de Miami | Estados Unidos | 2023 |